# 基节粉苞菊
基节粉苞菊（学名：Chondrilla rouillieri）为菊科粉苞苣属的植物。分布在哈萨克斯坦、俄罗斯以及中国大陆的新疆等地，生长于海拔700米的地区，常生长在河谷砾石地、砂质地及林下，目前尚未由人工引种栽培。